# Мартін Нету
Ма́ртін Карва́лью Не́ту (порт. Martim Carvalho Neto; нар. 14 січня 2003) — португальський футболіст, півзахисник іспанського клубу «Ельче».

## Клубна кар'єра

### «Бенфіка»
Виступав за юнацькі команди «Першпектіва ен Жогу» та «Повоа де Ланьйозу», після чого 2015 року приєднався до академії лісабонської «Бенфіки». 22 лютого 2019 року підписав з клубом свій перший професіональний контракт.
21 березня 2021 року дебютував за резервну команду в матчі Сегунда-ліги проти «Лейшойша», замінивши Енріке Араужу. 22 серпня 2021 року в поєдинку проти «Трофенсе» забив свій перший гол у професіональній кар'єрі. У сезоні 2021–22 з молодіжною командою «Бенфіки» (до 19 років) виграв Юнацьку лігу УЄФА (відзначився м'ячем у фіналі проти австрійського «Ред Булла») та Міжконтинентальний кубок.
13 травня 2022 року дебютував в основному складі «Бенфіки» в матчі Прімейра-ліги проти клубу «Пасуш-де-Феррейра», вийшовши на заміну Жилберто.
4 липня 2023 року продовжив контракт з клубом до 2028 року.

#### Оренда в «Жил Вісенте»
1 серпня 2023 року на правах оренди перейшов у «Жил Вісенте» до кінця сезону. 12 серпня дебютував за «Жил Вісенте» в матчі Прімейра-ліги проти «Портімоненсі», вийшовши на заміну Педру Тіба. 10 січня 2024 року в поєдинку Кубка Португалії проти «Амаранте» забив свій перший гол за клуб. Всього за період оренди забив один гол у 33 матчах.

#### Оренда в «Ріу Аве»
2 вересня 2024 року відправився в сезонну оренду в «Ріу Аве». 14 вересня дебютував за нову команду в матчі Прімейра-ліги проти АВС, замінивши Аміна Удрхірі. 2 листопада 2024 року в поєдинку проти «Каза Піа» забив свій перший гол за «Ріу Аве». Всього за час оренди провів 27 матчів, відзначившись двома м'ячами.

### «Ельче»
30 липня 2025 року перейшов в іспанський «Ельче», підписавши трирічний контракт. Сума трансфере становила 1,5 млн євро. 18 серпня дебютував за «Ельче» в матчі Ла-Ліги проти клубу «Реал Бетіс», вийшовши на заміну Алі Хуарі.

## Кар'єра в збірній
Виступав за збірні Португалії до 16, до 17, до 18, до 19 і до 20.
У березні 2024 році отримав перший виклик в збірну Португалії до 21 року для участі в матчах кваліфікації молодіжного чемпіонату Європи 2025 проти збірних Фарерських островів та Хорватії. 21 березня 2024 року в поєдинку з Фарерськими островами дебютував за молодіжну збірну Португалії.

## Статистика виступів
Станом на 18 серпня 2025
| Клуб              | Сезон             | Чемпіонат         | Чемпіонат | Чемпіонат | Кубок | Кубок | Кубок ліги | Кубок ліги | Єврокубки | Єврокубки | Інші  | Інші | Всього | Всього |
| Клуб              | Сезон             | Дивізіон          | Матчі     | Голи      | Матчі | Голи  | Матчі      | Голи       | Матчі     | Голи      | Матчі | Голи | Матчі  | Голи   |
| ----------------- | ----------------- | ----------------- | --------- | --------- | ----- | ----- | ---------- | ---------- | --------- | --------- | ----- | ---- | ------ | ------ |
| Бенфіка Б         | 2020–21           | Сегунда-ліга      | 8         | 0         | —     | —     | —          | —          | —         | —         | —     | —    | 8      | 0      |
| Бенфіка Б         | 2021–22           | Сегунда-ліга      | 30        | 3         | —     | —     | —          | —          | —         | —         | —     | —    | 30     | 3      |
| Бенфіка Б         | 2022–23           | Сегунда-ліга      | 16        | 1         | —     | —     | —          | —          | —         | —         | —     | —    | 16     | 1      |
| Бенфіка Б         | Всього            | Всього            | 54        | 4         | 0     | 0     | 0          | 0          | 0         | 0         | 0     | 0    | 54     | 4      |
| Бенфіка           | 2021–22           | Прімейра-ліга     | 1         | 0         | 0     | 0     | 0          | 0          | 0         | 0         | —     | —    | 1      | 0      |
| → Жил Вісенте     | 2023–24           | Прімейра-ліга     | 29        | 0         | 4     | 1     | 0          | 0          | —         | —         | —     | —    | 33     | 1      |
| → Ріу Аве         | 2024–25           | Прімейра-ліга     | 24        | 2         | 3     | 0     | 0          | 0          | —         | —         | —     | —    | 27     | 2      |
| Ельче             | 2025–26           | Ла-Ліга           | 1         | 0         | 0     | 0     | —          | —          | —         | —         | —     | —    | 1      | 0      |
| Всього за кар'єру | Всього за кар'єру | Всього за кар'єру | 109       | 6         | 7     | 1     | 0          | 0          | f0        | 0         | 0     | 0    | 116    | 7      |

## Досягнення
«Бенфіка» (мол.)
- Переможець Юнацької ліги УЄФА: 2021–22[24]
- Володар Міжконтинентального кубка (до 20 років): 2022[25]